# Mohamed Morsi
Mohamed Mohamed Morsi Issa al-Ayyat (em árabe: محمد مرسى عيسى العياط) (El-Adwah, Província de Xarqia, 8 de agosto de 1951 – Cairo, 17 de junho de 2019) foi um político do Egito, foi o 5º presidente do seu país de 2012 até 2013, ano que foi deposto.
Entre 30 de abril de 2011 e junho de 2012 foi presidente do Partido da Liberdade e da Justiça, partido político fundado pela Irmandade Muçulmana após a Revolução Egípcia de 2011.
Foi o primeiro presidente civil e primeiro ativista islâmico eleito democraticamente em seu país. Depois de pouco mais de um ano no poder, foi deposto por um golpe militar.
Em 21 de abril de 2015, Mohamed Morsi foi condenado a 20 anos de prisão por estar implicado na detenção e tortura de manifestantes durante o mandato.
Em 17 de junho de 2019, a televisão estatal egípcia anunciou que Morsi havia desmaiado durante uma audiência em acusações de espionagem e mais tarde morreu, supostamente de um ataque cardíaco.

## Vida pessoal e profissional
Morsi estudou engenharia na Universidade do Cairo e doutorou-se na mesma área nos Estados Unidos, na University of Southern California. Ainda nos Estados Unidos ele atuou durante alguns anos como professor auxiliar, e lá também nasceram dois de seus cinco filhos, que portanto têm nacionalidade americana. Em seguida, Morsi iniciou a carreira de professor no Egito, na Universidade de Zagazig, dirigindo o Departamento de ciências dos materiais.

## Carreira política

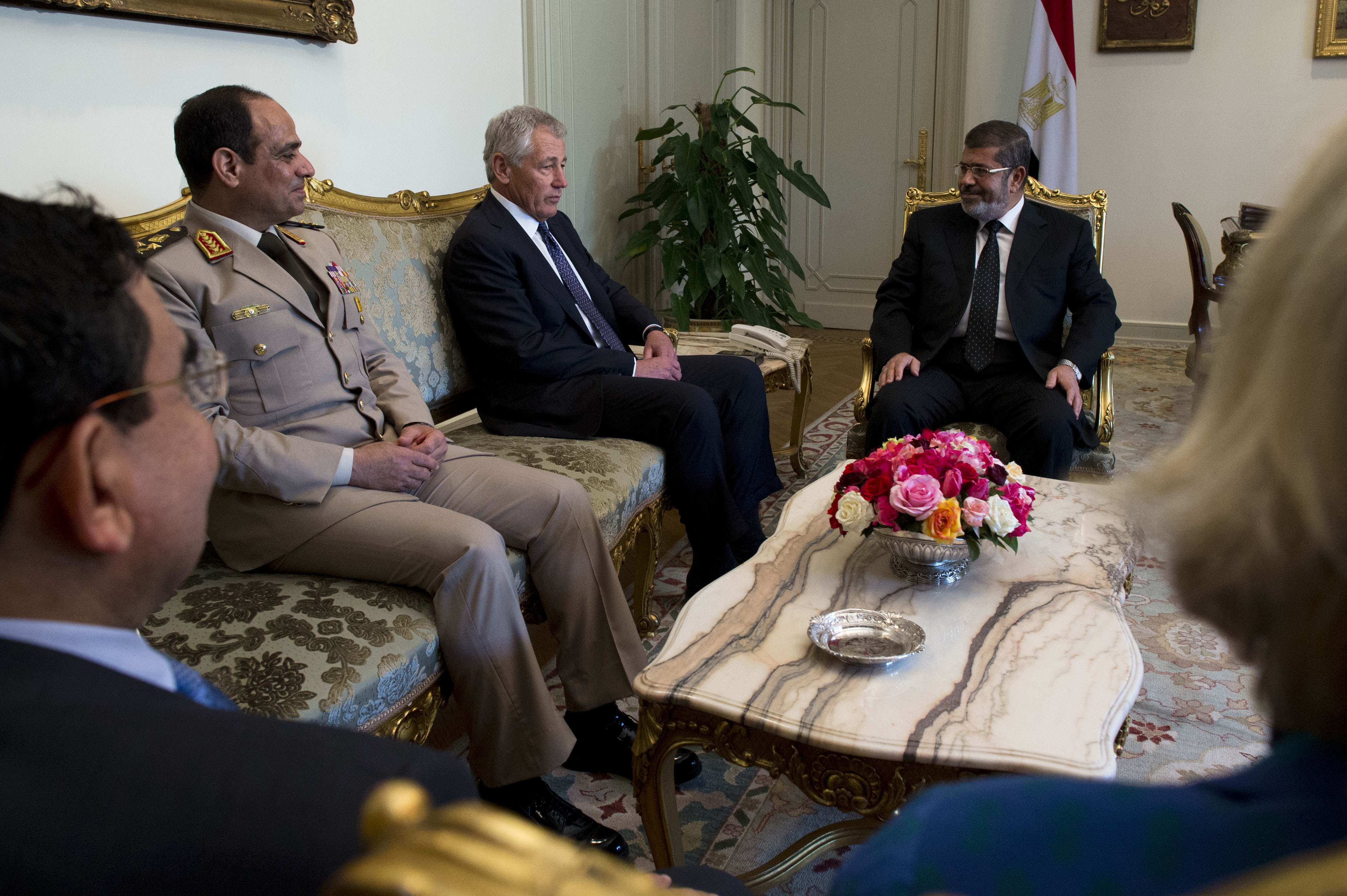
Encontro entre o presidente egípcio Mohamed Morsi e o secretário de defesa estadunidense Chuck Hagel durante visita ao país em abril de 2023

Entre 2000 e 2005 exerceu mandato parlamentar, tendo sido eleito por meio de uma candidatura formalmente independente, mas apoiada pela Irmandade Muçulmana. Durante o mandato, destacou-se como brilhante orador. Em 2005, não conseguiu a reeleição e alegou que o processo tinha sido fraudado.

### Presidência do Egito
Com a fundação do Partido da Liberdade e da Justiça, Morsi foi escolhido pela Irmandade Muçulmana para ser o primeiro líder do novo partido. No primeiro turno das eleições presidenciais do Egito ele foi o candidato mais votado (aproximadamente 24%), competindo em um segundo turno contra o candidato independente Ahmed Shafiq, nos dias 16 e 17 de junho 2012.
Foi anunciado em 24 de junho de 2012 como o vencedor do 2º turno das eleições presidenciais do Egito, obtendo 13 230 131 votos (51,73% do total), apoiado pela Irmandade Muçulmana ante 12 374 380 votos do rival (48,27%) Ahmed Shafiq. Assumiu no dia 30 de junho como o primeiro presidente eleito do país após a revolução. Deixou de fazer parte da Irmandade Muçulmana, declarando a sua intenção de ser o presidente de todos os egípcios, mencionando explicitamente a minoria cristã (Coptas).
Em 12 de Agosto de 2012 demitiu várias altas patentes militares, a começar pelo seu líder Mohamed Hussein Tantawi, substituindo-os por militares da sua confiança. Ao mesmo tempo revogou algumas disposições de estatuto constitucional, ditadas imediatamente antes da sua eleição pelo Conselho Supremo das Forças Armadas com a intenção de limitar as competências presidenciais, salvaguardando as do Conselho. As medidas presidenciais de 12 de agosto foram considerados como actos de afirmação do poder civil face ao poder militar. O seu governo a nível das relações exteriores foi marcado por um rompimento com o Estado sírio. e pelo apoio a rebeldes líbios.
No início de novembro de 2012 tiveram início as primeiras grandes manifestações anti-Morsi, que tinham como alvo o projeto de constituição que estava sendo elaborado por uma assembleia constituinte dominada por grupos islamitas. Frente aos protestos, Morsi publicou um decreto que concedia a si mesmo amplos poderes, o que intensificou os protestos. Para reduzir as tensões, após dias de grandes manifestações, Morsi concordou em reduzir seus poderes.
No final do mês, a assembleia constituinte apresentou a versão final da nova constituição, o que gerou uma nova onda de protestos de liberais, secularistas e cristãos coptas. Em resposta, Morsi publicou um decreto determinando que as Forças Armadas protegessem as instituições nacionais e os locais de votação para garantir a realização do referendo sobre a nova constituição, que foi realizado no dia 15 de dezembro, e resultou na aprovação do novo texto constitucional.
Semanas após a aprovação da nova constituição, tiveram início violentos confrontos entre opositores e apoiantes de Morsi, em cidades próximas ao Canal de Suez, que deixaram mais de 50 mortos, que foram contidos por meio do emprego de força militar. Em 29 de janeiro de 2013, o general Abdul Fatah Khalil Al-Sisi, na época chefe das forças armadas, advertiu que a crise política pode "levar a um colapso do Estado".
No final de abril, o movimento Tamarod (Revolta) deu início a uma coleta de assinaturas contra o governo de Morsi, que pedia novas eleições presidenciais.
No dia 29 de junho, na véspera da data de um ano do início de seu mandato, Morsi fez um discurso com um tom conciliador, no qual admitiu que "cometeu muitos erros" e que eles "precisavam ser corrigidos". No dia seguinte, milhares de manifestantes tomaram as ruas em todo o Egito.

No dia 1º de julho, os militares deram um ultimato para que Morsi atendesse às demandas do público dentro de 48 horas. Em resposta, Morsi afirmou que ele era o líder legítimo do Egito, e que qualquer esforço para tirá-lo à força poderia mergulhar o país no caos. Textualmente disse: 
| “ | A legitimidade é a única maneira de proteger nosso país e evitar derramamento de sangue, para passar para uma nova fase. | ” |

Na noite do dia 3 de julho, o exército suspendeu a Constituição e anunciou a formação de um governo interino tecnocrata, em resposta, Morsi denunciou o anúncio como um "golpe", e foi levado pelo exército para um local desconhecido.

### Deposição, julgamento e condenação
Em julho de 2013, as Forças Armadas do Egito, lideradas pelo general Abdel Fattah el-Sisi, anunciaram a deposição de Morsi do cargo de presidente do país. Encarcerado pelos militares, foi acusado de incitar a violência no país, espionar para organizações estrangeiras (como o Hamas e o Hezbollah) e de cometer atos de traição contra as leis da nação. Morsi negou as acusações e afirmou ser um perseguido político.
Seus partidários se opuseram à sua derrubada organizando um acampamento de protesto que durou semanas, até que, em 14 de agosto de 2013, o exército reprimiu os protestos e destruiu o acampamento, numa ação que resultou em mais de mil mortes. Um ano após o golpe que removeu Morsi do poder, o general Abdul Fatah Khalil Al-Sisi, um dos responsáveis por tê-lo deposto, foi eleito o novo presidente do Egito.
Em 21 de abril de 2015, o tribunal condenou Morsi e outros 12 réus a prisão por tortura de manifestantes e de incitação à violência. Todos os 15 réus foram absolvidos das acusações de assassinato. O juiz proferiu uma sentença de 20 anos para Morsi e os outros que foram condenados. Naquele momento, havia sido decidido que Morsi ainda enfrentaria julgamentos separados por espionagem, terrorismo e fuga da prisão.
Um tribunal egípcio condenou Morsi à morte em 16 de maio de 2015 por uma fuga em massa de uma prisão em 2011. As sentenças de morte no país precisam ser levadas para análise do Grande Mufti, a mais alta autoridade religiosa do país e existia a possibilidade de recurso na Justiça, mesmo que o líder religioso mantenha a decisão.
Um tribunal egípcio condenou em 18 de junho de 2016 Mohamed Morsi a uma nova pena de prisão perpétua num caso de espionagem em benefício do Qatar.
Um tribunal de recurso egípcio anulou em 15 de novembro de 2016 a condenação à pena de morte do ex-presidente Morsi e ordenou um novo julgamento num tribunal criminal.

## Morte
Em 17 de junho de 2019, a televisão estatal egípcia anunciou que Morsi havia desmaiado durante uma audiência em acusações de espionagem, após 20 minutos do início da sessão, foi encaminhado a um hospital e mais tarde morreu, supostamente de um ataque cardíaco.